# Ahmad Adżab al-Azimi
Ahmad Adżab al-Azimi, Ahmad Ajab Al-Azemi, arab. أحمد عجب (ur. 13 maja 1984) – kuwejcki piłkarz występujący na pozycji napastnika. Obecnie jest zawodnikiem Al-Qadisiyah Hawalli.

## Kariera
Al-Azimi jest wychowankiem klubu Al-Sahel Abu Hlaifa. W 2007 roku został piłkarzem Al-Qadisiyah Hawalli. W rundzie wiosennej sezonu 2008/2009 przebywał na wypożyczeniu w saudyjskim Al-Szabab Rijad.